# Vlčí Habřina
Vlčí Habřina là một làng thuộc huyện Pardubice, vùng Pardubický, Cộng hòa Séc.